# Marilyn Mazur
Marilyn Mazur (* 18. ledna 1955) je americká bubenice a perkusionistka. Narodila se v New Yorku do rodiny polského a afroamerického původu a od šesti let žila v Dánsku. Zpočátku byla samouk, avšak později studovala hru na perkuse na Královské dánské hudební akademii. Byla členkou různých kapel, včetně Six Winds s bubeníkem Alexem Rielem. Během své kariéry spolupracovala s mnoha hudebníky, mezi něž patří například Jan Garbarek, Eberhard Weber, Yelena Eckemoff, Miles Davis a Lindsay Cooper.